# Europese kampioenschappen kleiduifschieten 1935
De Europese kampioenschappen kleiduifschieten 1935 waren kampioenschappen voor schutters in het kleiduifschieten. De zesde editie van de Europese kampioenschappen vond plaats in het Belgische Brussel.

## Resultaten
| Medaille | Schutter         | Team                                                                                                  |
| -------- | ---------------- | --- |
| Goud     | Rudof Sack       | Pál Dóra Sándor Dóra Sándor Lumniczer István Strassburger                                             |
| Zilver   | Sándor Lumniczer | Ludo Sheid                                                                                            |
| Brons    | Ludo Sheid       | Vlag van nazi-Duitsland · Vlag van nazi-Duitsland · Vlag van nazi-Duitsland · Vlag van nazi-Duitsland |

1929 ·
1930 ·
1931 ·
1933 ·
1934 ·
1935 ·
1936 ·
1937 ·
1938 ·
1939 ·
1940 ·
1949 ·
1950 ·
1952 ·
1953 ·
1954